# Haus aus Sand und Nebel
Haus aus Sand und Nebel ist das Spielfilmdebüt des ukrainisch-kanadischen Regisseurs Vadim Perelman aus dem Jahr 2003. Die Produktionskosten beliefen sich auf 16 Mio. US-Dollar. Der Film basiert auf dem gleichnamigen Roman des US-amerikanischen Schriftstellers Andre Dubus III. In der deutschen Presse ist das Drama oft auch unter dem Titel Das Haus aus Sand und Nebel rezensiert worden.

## Handlung
Der Film erzählt die Geschichte von zwei Menschen, die aus Verzweiflung heraus Handlungen begehen, um ihren Besitzanspruch an einem Haus zu behaupten. Es handelt sich nur um einen kleinen Bungalow an der nebligen nordkalifornischen Pazifikküste, aber für Kathy Nicolo stellt er ein Zeichen der Hoffnung dar auf die Zurückgewinnung eines Lebens, das beinahe durch ihre Neigung zum Alkohol zerstört worden wäre. Als ein bürokratischer Fehler Kathys Vertreibung aus dem Haus erzwingt, wird sie obdachlos und muss mit ansehen, wie ihr Zuhause für einen Bruchteil seines Wertes veräußert wird.
Der neue Besitzer, Massoud Amir Behrani, sieht das Haus als Vervollkommnung des amerikanischen Traumes an, den er seit seiner Flucht mit seiner Familie aus dem Iran verfolgt hat. Als ehemaliger Oberst (Colonel) der iranischen Luftwaffe ist Behrani dazu gezwungen, in den USA Billigjobs als Bauarbeiter oder Kioskverkäufer anzunehmen, um seiner Familie einen gewissen Lebensstandard zu garantieren. Nun fließen seine letzten Ersparnisse in den Erwerb eines Hauses, das den Wohlstand zurückholen soll, den seine Familie im Iran einmal gekannt hat. Als der Kampf um das Haus zwischen Kathy und Behrani eskaliert, erfährt Kathy unerwartet Rückhalt durch den Polizisten Lester Burdon, der seine Frau und seine zwei Kinder verlässt, um mit der attraktiven, selbstzerstörerischen Alkoholikerin eine Affäre einzugehen. Gefangen im Mahlstrom sind Behranis Ehefrau Nadi und sein Sohn Esmail, der am Ende erschossen wird, worauf sich sein Vater das Leben nimmt, aber vorher seine Frau mit vergiftetem Tee tötet, damit sie nichts vom Tod ihres Sohnes erfährt. So könnte Kathy am Ende wieder in das Haus einziehen, der Film lässt dies jedoch offen, da sie das Haus zum Schluss ablehnt.

## Entstehungsgeschichte
Der gleichnamige Roman, auf dem der Film basiert, stammt aus der Feder des US-amerikanischen Autors Andre Dubus III und wurde 1999 veröffentlicht. Das Buch wurde ein sensationeller Erfolg und die Buchkritiker lobten die Kraft und Emotionen, mit der Dubus an das Thema Immigration heranging. Haus aus Sand und Nebel kam bis ins Finale des renommierten Literaturpreises National Book Award. Diese Vorschusslorbeeren ließen den Roman zu einem Bestseller werden. Als die bekannte Fernsehmoderatorin Oprah Winfrey das Buch in ihren Book Club aufnahm und Andre Dubus III in ihre Fernsehsendung einlud, nahm der Verkauf des Buches zu und es erstürmte die Spitze der Bestseller-Listen.
Vadim Perelman, ein erfolgreicher Werbefilmer, war weit entfernt von Hollywood, als er zum ersten Mal das Buch in einem Geschäft auf dem Flughafen von Rom, Italien sah. Er las es bei seinem Flug über den Atlantik und als sein Flugzeug in Vancouver, Kanada landete, wusste er, dass seine Karriere einen neuen Weg einschlagen sollte. „Ich wusste, ich müsse diese Geschichte erzählen.“, erinnerte sich Perelman in Interviews. „Es ist eine Geschichte über Einsamkeit und vom Ausgeschlossensein … darüber, ein Immigrant in einem neuen Land zu sein und, aus der Sicht von Kathy, über die Gefühle ein Immigrant in deinem eigenen Heimatland zu sein. Dies sind Themen die primär und universell sind. Wer kann sich nicht mit einem dieser beiden Aspekte identifizieren?“
Perelman konnte bei seiner Arbeit aus der eigenen Erfahrung als Immigrant schöpfen. Im jugendlichen Alter verließen er und seine Mutter ihre Heimat, die frühere Sowjetunion. Sie lebten von der Hand in den Mund zeitweilig in Wien und Rom, bevor sie nach Kanada auswanderten, wo sie sich ein neues Leben aufbauten. Perelman erwarb in der Folgezeit die Filmrechte an dem Buch und adaptierte es zusammen mit Shawn Lawrence Otto für die Leinwand. Die erste Wahl für die Rolle des Behrani war für Perelman der englische Schauspieler Ben Kingsley, der 1982 für sein Porträt des Mahatma Gandhi, in Richard Attenboroughs Drama Gandhi, mit dem Oscar ausgezeichnet worden war. „Ben ist das Zentrum, der Fels des Films. Er ist genauso ein großer Mann wie ein brillanter Schauspieler… Intuitiv und großzügig. Ich musste ihm keine Regieanweisungen geben, weil er keine brauchte; er hatte den Charakter einfach verinnerlicht.“ Ben Kingsley über die Rolle des Behrani: „Es sind enorme Kräfte am Werk, die ein Mensch einholen kann um Verlust zu ertragen, zu realisieren, unterzubringen, und mit ihm fertig zu werden. Wir sind ungewöhnliche Tiere in unserer Kapazität Verlust nach Verlust nach Verlust zu ertragen. Kurz gesagt, Behrani ist ein Mann der seinen König verlor und dann sein Königreich, seinen Sohn, seine Frau, sein Heim und schließlich sich selbst.“
Für die weibliche Hauptrolle wurde Jennifer Connelly verpflichtet. Connelly über die Rolle der Kathy: „Sie ist wirklich einsam am Anfang des Films. Sie wurde von ihrem Ehemann verlassen und musste ihre Alkoholabhängigkeit überwinden, und nun ist sie in ihrem Haus und hält eine Art Winterschlaf, als sie fälschlicherweise für die Nichtzahlung einer Steuer gewaltsam aus ihrem Haus vertrieben wird, was sie nicht verdiente. Ich denke du beginnst zu verstehen, warum das Haus ihr so viel bedeutet und warum sie so störrisch daran festhält.“ Connelly sagte, sie war sehr daran interessiert Kathy zu porträtieren, nachdem sie das Drehbuch gelesen hatte. „Ich mochte die Tatsache, dass es keinen ‚good guy‘ und keinen ‚bad guy‘ gibt. Ich fand es wirklich zwingend, dass beide Seiten Dinge tun, die moralisch zu hinterfragen sind, weil das Leben oft so ist.“
Perelman machte sich dann an die Arbeit, um den richtigen Schauspieler für die Rolle des Lester Burdon zu finden. Doch als Perelman Ron Eldard sah, wusste er, er wäre perfekt für die Rolle. „Ich wollte jemanden, der dieses unglaubliche Gefühl von Verwundbarkeit übermitteln könnte, und auch eine Art Magnetismus; und Ron war für beides geeignet.“, so Perelman. Eldard war vor allem von den unerwarteten Wendungen des Films begeistert: „Ich erinnere mich, wie ich es las und mich wunderte, was passieren würde und jedes Mal, wenn ich dachte, ich wüsste, was passieren würde, ging es in eine völlig andere Richtung.“
Die Rolle von Behranis loyaler Ehefrau wird von der iranischen Film- und Theaterschauspielerin Shohreh Aghdashloo gespielt. Vadim Perelman attestierte, dass der Filmcharakter dem der Schauspielerin ähnle, nicht nur durch die gleiche Nationalität, sondern vor allem durch ihr Herz. „Shohreh hat unglaublich viel Herz und Leidenschaft. Sie geht mit allen Dingen so ernst um, was wirklich liebenswert ist. Ich gab ihr sehr viele Regieanweisungen, nicht, dass sie welche gebraucht hätte, sondern weil ich die Arbeit mit ihr genoss. Sie war die Mutter von jedem auf dem Set.“, so Perelman. Shohreh Aghdashloo über die Rolle der Nadi: „Ich gab, selbst als iranische Immigrantin, viel in dem Film – meine Kultur, meinen sozialen Glauben. Aber ich glaube auch der Film ist nicht nur über die iranische Kultur, er ist über jedwede verschiedene Kultur, die in die Vereinigten Staaten kommt.“
Als Filmsohn von Ben Kingsley und Shohreh Aghdashloo wurde der iranisch-amerikanische Jonathan Ahdout ausgewählt. Da er keine Erfahrung als Schauspieler mitbrachte, musste er seine eigene Methode entwickeln, um in die Figur des Esmail zu schlüpfen: „Ich isolierte mich selbst vom Rest der Welt und dachte einfach über den Jungen nach, über seine Freunde, seine Mutter und seinen Vater, wo er lebt, seine Hobbys, seine Interessen… Ich kreierte mir den Charakter selbst und als ich das tat, war ich in der Lage ihn mehr und mehr zu verstehen. Zu lernen jemand anderes zu sein, war eine sehr große wachsende Erfahrung für mich als Schauspieler und, ich fühle mich wie der glücklichste Junge auf der Welt, diese Rolle bekommen zu haben.“, so Ahdout.
Nach der Auswahl der Schauspieler stellte Vadim Perelman für seinen ersten Spielfilm die Filmcrew hinter der Kamera auf, die u. a. aus seinem Lehrer und engsten Vertrauten, dem erfahrenen Kameramann Roger Deakins und der Filmdekorateurin Maia Javan bestand, die ebenfalls iranische Vorfahren hat. Für die Suche des Hauses, das den Filmtitel bestimmt und als Katalysator für die Handlung des Dramas dient, wurde fünf bis sechs Wochen in Nordkalifornien gesucht. Maia Javan fuhr durch die Gegend von Pacifica und Half Moon Bay um das richtige Haus zu finden. Obwohl die Vorgabe war, einen schönen alten Bungalow aufzuspüren, der jeden dazu verführte, in seinen Besitz zu gelangen, arbeitete Perelman gegen diese Idee. Er gab dem ganzen einen mehr ironischen Beigeschmack, indem er das eher unscheinbarer löste. Man versuchte ein traurig wirkendes Haus zu kreieren, an dem die Zeit ihre Spuren hinterlassen hat. Mit Tapeten, die sich von den Wänden schälen, zahlreichen Einbuchtungen, die eine depressive Stimmung hervorrufen sollte. Obwohl die Geschichte in Nordkalifornien spielt, wurde Haus aus Sand und Nebel in und um Los Angeles gedreht. Die Suche nach dem Haus führte die Filmcrew zu einem kleinen Anwesen auf den Klippen über Malibu, welches einen ähnlichen Stil wie die Häuser in Nordkalifornien aufwies. Die Setdesigner statteten es mit vielen Telefon- und Stromkabeln aus, sowie mehrere Häuser in der Umgebung mit hervorstechenden Fernsehantennen, um die Umgebung kleinbürgerlich wirken zu lassen.

## Rezeption
Vadim Perelmans kammerspielartiges Drama, mit zahlreichen Wendungen im Plot gespickt, feierte seine Premiere in den USA am 19. Dezember 2003. Der Film wurde von Kritikern durchweg positiv aufgenommen und als einer der besten Filme des Kinojahres 2003 betitelt. Vor allem in der Gunst der Kritiker lagen die Schauspielleistungen von Ben Kingsley, Jennifer Connelly und Shohreh Aghdashloo. Trotzdem zog der Film nur wenige Kinozuschauer an. Allein in den USA konnte Haus aus Sand und Nebel nur ca. drei Viertel seiner Produktionskosten wieder einspielen und galt allgemein als finanzieller Flop. In Deutschland erging es dem Independentfilm ähnlich, der erst vierzehn Monate nach dem US-Kinostart am 17. Februar 2005 in den deutschen Lichtspielhäusern anlief.

## Kritiken
- „Einer der besten Filme von 2003.“ (Leonard Maltin – Hot Ticket)
- „Erstaunlich kraftvoll.“ (“Stunningly Powerful.”) (Paul Clinton – CNN)
- „[Perelmans] Darsteller sind … glänzend.“ (“[Perelman’s] actors are … magnificent.”) (Joe Morgenstern – Wall Street Journal)
- „… Vadim Perelmans Film ist ein erstaunlich selbstsicheres Regiedebüt …“ (“… Vadim Perelman’s film, an impressively self-assured directing debut …”) (A. O. Scott – New York Times)
- „Es ist insbesondere die Gabe von Haus aus Sand und Nebel, uns Antagonisten zu zeigen, die … gleichzeitig recht und unrecht haben.“ (“It is the particular gift of ‘House of Sand and Fog’ to present us with antagonists who … are simultaneously right and wrong.”) (Kenneth Turan – Los Angeles Times)
- „Endergebnis: 1“ (“Bottom Line: A”) (Marshall Fine – Journal News)
- „… unstrittig ein Schatz.“ (“… an undeniable treasure.”) (Bob Strauss – Los Angeles Daily News)
- „… erschütternd …“ (“… harrowing …”) (David Ansen – Newsweek)
- „… eindringlich …“ (“… haunting …”) (Thelma Adams – US Weekly)
- „Ergreifend, intensiv und zutiefst aufreibend, gebührt dem ‚Haus aus Sand und Nebel‘ ein führender Platz in jedermanns Filmplanung“ (“Gripping, intense and profoundly unsettling, ‘House of Sand and Fog’ deserves a prime spot at the top of everybody’s must-see list.”) (Rex Reed – The New York Observer)
- „Das ‚Haus aus Sand und Nebel‘ ist eine werkgetreue, kraftvolle und hervorragend gespielte Adaption des internationalen Bestsellers von Andre Dubus III.“ (“‘House of Sand and Fog’ is a faithful, powerful and superbly acted adaptation of Andre Dubus III’s international bestseller.”) (Todd McCarthy – Daily Variety)
- „Das ist ein Film, über den man mit seinen Freunden stundenlang sprechen kann.“ (“This is a film you can talk about with your friends for hours.”) (Jeffrey Wells – Movie Poop Shoot.Com)
- „Eine faszinierende Parabel über kulturelle (Schützen-)Gräben!“ (Prinz)
- „Ein zutiefst ergreifender, metaphorischer Film, der mit der unausweichlichen Konsequenz einer antiken Tragödie inszeniert ist.“ (film-dienst)
- „Ein packendes, aufwühlendes Psychodrama um Vorurteile, Missverständnisse und falsche Hoffnungen gestrickt, in dem Jennifer Connelly und Ben Kingsley die wohl besten Leistungen ihrer Karriere abliefern – ein Schauspielereignis der Extraklasse!“ (Brigitte)
- „In Vadim Perelmans Debüt als Autor, Regisseur und Produzent brillieren die Oscar-Gewinner Sir Ben Kingsley und Jennifer Connelly als Widersacher im Kampf um ein Haus, an dem für beide aus unterschiedlichsten Gründen die Zukunft hängt. Das auf dem gleichnamigen Bestseller von Andre Dubus III basierende Drama erzählt gleichzeitig schonungslos von einem tragisch gescheiterten Amerikanischen Traum und von den Schattenseiten des Einwandererdaseins in Amerika.“ (Blickpunkt: Film)
- „Werbe-Regisseur Vadim Perelman widmet sein in den Kategorien Drehbuch, Regie und Produktion Oscar-nominiertes Debüt der vergeblichen Jagd nach der Erfüllung des vielgepriesenen American Dream. Mit hervorragenden Leistungen überzeugen in dem düsteren Drama die Oscar-Gewinner Ben Kingsley (‚Gandhi‘) und Jennifer Connelly (‚A Beautiful Mind‘) ebenso wie die Oscar-nominierte Shohreh Aghdashloo als Ms. Behrani und Ron Eldard (‚Ghost Ship‘). Für Filmfreunde mit Sinn für niveauvolle Stoffe.“ (VideoWoche)
- „Von der seltsamen Prämisse, dass einem wegen 500 Dollar Steuerschulden ein Haus enteignet wird, einmal abgesehen, inszenierte Vadim Perelman mit diesem Drama – sein Debüt als Autor, Regisseur und Produzent – ein brillantes Kammerspiel. Dank der großartigen Hauptdarsteller erstellt Perelman eindrucksvolle psychologische Profile, seziert die Schattenseiten des amerikanischen Traums und demonstriert, wie wichtig das Streitobjekt für die Zukunft beider Widersacher ist.“ (Prisma)

## Auszeichnungen
Haus aus Sand und Nebel gewann mehrere Filmpreise und wurde 2004 insgesamt
für drei Oscars nominiert. Gewinnen konnte der Film jedoch keine der begehrten Trophäen.
Nominierungen gab es in den Kategorien Bester Hauptdarsteller (Ben Kingsley), Beste Nebendarstellerin (Shohreh Aghdashloo) und für die Filmmusik von James Horner. Aghdashloo, die sich der US-Amerikanerin Renée Zellweger (Unterwegs nach Cold Mountain) geschlagen geben musste, wurde zudem mit den Darstellerpreisen der Filmkritikervereinigungen von Los Angeles, New York, dem Independent Spirit Award und dem Online Film Critics Society Award ausgezeichnet. Hauptdarstellerin Jennifer Connelly erhielt von der Kritikervereinigung von Kansas City die Auszeichnung als Beste Hauptdarstellerin verliehen. Vadim Perelman wurde u. a. von der National Board of Review mit dem Preis für das beste Regiedebüt geehrt.
Oscar 2004
Nominiert in den Kategorien
- Bester Hauptdarsteller (Ben Kingsley)
- Beste Nebendarstellerin (Shohreh Aghdashloo)
- Beste Filmmusik (James Horner)

Golden Globe 2004
- nominiert in der Kategorie Bester Hauptdarsteller – Drama (Ben Kingsley)

Weitere
Broadcast Film Critics Association Awards 2004
Nominiert in den Kategorien
- Bester Hauptdarsteller (Ben Kingsley)
- Beste Hauptdarstellerin (Jennifer Connelly)

Golden Satellite Awards 2004
Nominiert in den Kategorien
- Bester Schnitt
- Beste Hauptdarstellerin – Drama (Jennifer Connelly)

Independent Spirit Awards 2004
- Beste Nebendarstellerin (Shohreh Aghdashloo)

Nominiert in den Kategorien
- Bestes Erstlingswerk
- Bester Hauptdarsteller (Ben Kingsley)

Kansas City Film Critics Circle Awards 2004
- Beste Hauptdarstellerin (Jennifer Connelly)

Los Angeles Film Critics Association Awards 2004
- Beste Nebendarstellerin (Shohreh Aghdashloo)

National Board of Review 2003
- Bestes Regiedebüt

New York Film Critics Circle Awards 2004
- Beste Nebendarstellerin (Shohreh Aghdashloo)

Online Film Critics Society Awards 2004
- Beste Nebendarstellerin (Shohreh Aghdashloo)
- nominiert in der Kategorie bester Hauptdarsteller (Ben Kingsley)

Phoenix Film Critics Society Awards 2004
- Bester Hauptdarsteller (Ben Kingsley)
- nominiert in der Kategorie bestes Regiedebüt

Screen Actors Guild Awards 2004
- nominiert in der Kategorie Bester Hauptdarsteller (Ben Kingsley)